# Tim O’Connor
Tim O’Connor (* 3. Juli 1927 in Chicago, Illinois; † 5. April 2018 in Nevada City, Kalifornien) war ein US-amerikanischer Schauspieler.

## Leben
O’Connor hatte sein Filmdebüt 1949 mit einer im Abspann nicht genannten Rolle im Horrorfilm Master Minds. Filmrollen sollten in seiner weiteren Karriere jedoch die Ausnahme bleiben; er war zwischen Ende der 1950er und Mitte der 1990er Jahre ein vielbeschäftigter Fernsehschauspieler. Zunächst spielte er Gastrollen in Serien wie Alfred Hitchcock Presents, Auf der Flucht und Twilight Zone und hatte ab 1962 eine wiederkehrende Gastrolle in der Serie Preston & Preston. Bekanntheit beim US-amerikanischen Fernsehpublikum erlangte er seine Darstellung des Elliott Carson in der Seifenoper Peyton Place, die er zwischen 1964 und 1968 in 339 Episoden spielte. Zwischen 1979 und 1980 war er als Dr. Elias Huer in der Science-Fiction-Serie Buck Rogers zu sehen; 1982 hatte er die wiederkehrende Gastrolle des Thomas Crayford in Der Denver-Clan. Zu seinen wenigen Spielfilmen zählten der Horrorfilm Sssnake Kobra von 1973 sowie die Komödie Die nackte Kanone 2½ von 1991.
O’Connor war in zweiter Ehe verheiratet, aus der ersten Ehe mit der Schauspielerin Mary Foskett ging ein Kind hervor.

## Filmografie (Auswahl)

### Fernsehen
- 1962–1964: Preston & Preston (The Defenders, 5 Folgen)
- 1963: Alfred Hitchcock Presents (The Alfred Hitchcock Hour)
- 1963: Auf der Flucht (The Fugitive)
- 1963: Twilight Zone
- 1964: Rauchende Colts (Gunsmoke)
- 1964–1968: Peyton Place
- 1971: Hawaii Fünf-Null (Hawaii Five-O)
- 1971: Mannix
- 1972: Die Straßen von San Francisco (The Streets of San Francisco)
- 1973: Barnaby Jones
- 1973: Columbo: Doppelter Schlag (Double Shock)
- 1974: Detektiv Rockford – Anruf genügt (The Rockford Files)
- 1975: Der Sechs-Millionen-Dollar-Mann (The Six Million Dollar Man)
- 1975–1981: M*A*S*H
- 1976: Columbo: Bei Einbruch Mord (Old Fashioned Murder)
- 1977: Lou Grant
- 1978: Der Mann, der Berge versetzte (The Man With The Power)
- 1979–1980: Buck Rogers (Buck Rogers in the 25th Century)
- 1982: Der Denver-Clan (Dynasty)
- 1982: Ein Duke kommt selten allein (The Dukes of Hazzard)
- 1983: Knight Rider – Der Erpresser
- 1984: Das A-Team (The A-Team)
- 1985: Hardcastle & McCormick
- 1986: Mord ist ihr Hobby (Murder, She Wrote)
- 1986: T. J. Hooker
- 1987: Dallas
- 1990: Ein gesegnetes Team (Father Dowling Mysteries)
- 1992: Raumschiff Enterprise – Das nächste Jahrhundert (Star Trek: The Next Generation)
- 1995: Walker, Texas Ranger

### Film
- 1972: Der Agent, der seinen Leichnam sah (The Groundstar Conspiracy)
- 1972: Straße zum Jenseits (Across 110th Street)
- 1973: Sssnake Kobra (Sssssss)
- 1991: Die nackte Kanone 2½ (The Naked Gun 2½: The Smell of Fear)
- 2011: Dreams Awake

## Belege
1. ↑  Serienstar Tim O'Connor ist tot, abgerufen am 13. April 2018

| Personendaten    | Personendaten                  |
| ---------------- | ------------------------------ |
| NAME             | O’Connor, Tim                  |
| KURZBESCHREIBUNG | US-amerikanischer Schauspieler |
| GEBURTSDATUM     | 3. Juli 1927                   |
| GEBURTSORT       | Chicago, Illinois              |
| STERBEDATUM      | 5. April 2018                  |
| STERBEORT        | Nevada City, Kalifornien       |